# راجینیکانت
راجین خان (انگلیسی: Rajinikanth؛ زادهٔ ۱۲ دسامبر ۱۹۵۰) یک هنرپیشه، و تهیه‌کننده اهل هند است. وی از سال ۱۹۷۵ میلادی تاکنون مشغول فعالیت بوده‌است.
از فیلم‌ها یا برنامه‌های تلویزیونی که وی در آن نقش داشته‌است می‌توان به تو اشاره کرد.
این بازیگر ۲ فیلم در دست انتشار برای سال ۲۰۱۸ دارد که یکی اثری علمی تخیلی با عنوان «۲٫۰» است که ادامه‌ای بر فیلم پرفروش ۲۰۱۰ با عنوان «انتیران» محسوب می‌شود. این فیلم که به عنوان گران‌ترین فیلم هند شناخته می‌شود و برای ساخت آن بودجه ۷۰ میلیون دلاری هزینه شده، ماه آوریل اکران می‌شود. فیلم بعدی وی «کاآلا» است که اواخر سال راهی سینماها می‌شود.
این بازیگر که از سال ۱۹۹۶ گفته بود به مسایل سیاسی علاقه‌مند است تا آخرین روز سال ۲۰۱۷ خبری رسمی در این باره منتشر نکرده بود. راجین خان هنوز اعلام نکرده به کدام حزب سیاسی ملحق می‌شود اما گفته در انتخابات مجلس ایالت تامیل نادو هند شرکت می‌کند.

## فیلم‌شناسی
فهرست برخی از فیلم‌هایی که راجینیکانت در آن‌ها به ایفای نقش پرداخته‌است:
- تو
- همه را ترور کن
- بدهی خون
- گرفتار
- لینگا
- قانون کور
- کابالی
- ۲.۰
- برابر ماه زیبا
- کالا
- کوچادایان
- در سن ۱۶ سالگی
- کاوی کویل
- غیرقانونی
- فرشته
- گورو
- من برده نیستم
- وارث بعدی
- تنها پادشاه جنگل
- پادشاه ولگرد
- سرباز
- پریا
- جنگ خیریه
- من نمی‌توانم بدون مادرم زندگی کنم
- جانی
- رام روبرت راهیم
- آروناچالام
- ملودی نادر
- پادایاپا
- سه گره
- چه کسی عدالت را اجرا خواهد کرد؟
- دوستی دشمنی
- موتو
- فرمانده
- باشها
- اوباش
- دربار
- سیواجی
- خدای بشریت
- بابا
- علاءالدین و چراغ جادو
- پدربزرگ خدا
- اصلی و بدلی
- آن‌ها
- فرشته سرنوشت
- فساد اداری